# Terry Butcher
Terence Ian Butcher, més conegut com a Terry Butcher, (Singapur, 28 de desembre de 1958) és un exfutbolista anglès dels anys 1980 i 1990 i actual entrenador.

## Trajectòria
Malgrat néixer a Singapur, de petit va viure a Suffolk. Ingressà a les categories inferiors de l'Ipswich Town, debutant al primer equip enfront l'Everton FC a la primera divisió el 15 d'abril de 1978. Ben aviat debutà amb la selecció anglesa de Ron Greenwood en un amistós davant Austràlia el 1980.

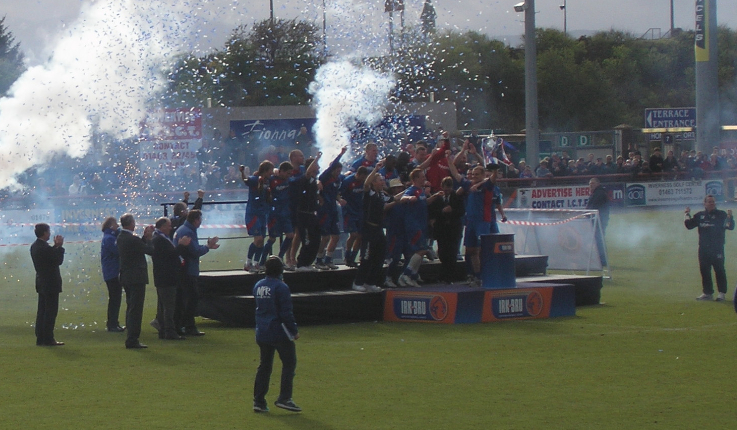
Inverness celebra la victòria a la First Division el mes de maig de 2010 al Caledonian Stadium, Butcher és a l'esquerra.

El 1981 guanyà la Copa de la UEFA dirigit per Bobby Robson. El 1986 abandonà el club quan aquest baixà a Segona Divisió, fitxant pel club escocès Rangers, que estava dirigit per Graeme Souness. El preu de traspàs fou de £725.000 lliures. En quatre temporades guanyà tres lligues i tres copes de la lliga al club de Glasgow. El 15 de novembre de 1990 fou traspassat al Coventry City FC per £400.000 lliures on esdevingué jugador-entrenador. L'agost de 1992 signà pel Sunderland AFC, esdevenint jugador-entrenador el gener de 1993. El mes de novembre de 1993 fou acomiadat del càrrec. El seu darrer club com a jugador fou el Clydebank.
Amb la selecció anglesa jugà un total de 77 partits durant deu anys, en els quals marcà tres gols. Participà en els Mundials de 1982, 1986 i 1990.
L'octubre de 2001, Butcher es convertí en assistent d'Eric Black al Motherwell de la Scottish Premier League, esdevenint un any més tard primer entrenador de l'equip. L'any 2005 arribà a la final de la Copa de la Lliga escocesa de futbol, però perdé amb el seu antic club, el Rangers, per 5-1. El 17 de maig de 2006 fitxà com a entrenador del Sydney FC de l'A-League. El 7 de febrer de 2007 fou despatxat en ser eliminat a la lliga pel Newcastle Jets.
El 30 de març de 2007 es convertí en entrenador assistent del Partick Thistle. Poc després fou fitxat com a primer entrenador del Brentford, el 24 d'abril de 2007 Després de 5 triomfs en 23 partits fou acomiadat l'11 de desembre de 2007. El 27 de gener de 2009 es convertí en entrenador de l'Inverness Caledonian Thistle.

## Palmarès
Ipswich Town
- Copa anglesa de futbol: 
  - 1977-78
- Copa de la UEFA: 
  - 1980-81

Rangers
- Lliga escocesa de futbol: 
  - 1986-87, 1988-89, 1989-90
- Copa de la Lliga escocesa de futbol: 
  - 1986-87, 1987-88, 1988-89